# Jula, Vînohradiv
Jula (în ucraineană Дюла, transliterat: Diula, în maghiară Gyula) este un sat în comuna Ardul Negru din raionul Vînohradiv, regiunea Transcarpatia, Ucraina.

## Demografie
Componența lingvistică a localității Jula
     Maghiară (96,06%)
     Ucraineană (3,66%)
     Alte limbi (0,28%)
Conform recensământului din 2001, majoritatea populației localității Jula era vorbitoare de maghiară (96,06%), existând în minoritate și vorbitori de ucraineană (3,66%).

## Personalități
- Bella Sipos⁠(hu)[traduceți] (1918-2000), scriitoare stabilită la Brașov